# El delito
El delito es una obra de teatro de Luis Fernández Ardavín y Federico García Sanchiz, estrenada en 1915.

## Argumento
Amparo y Miguel son compañeros de trabajo y se enamoran. Pese a las reticencias de ella, temerosa de que su oscuro pasado retorne para atormentarla, terminan contrayendo matrimonio y tienen un hijo. Pero ese pasado termina por asomarse. Amparo ya estaba casada con un delincuente encarcelado al que nunca amó y que aparece en escena con intención de recuperarla. Ella confiesa a Miguel su pecado y es condenada por la justicia por delito de bigamia. Migeul, atormentado, acaba con la vida de su rival.

## Estreno
- Teatro de la Zarzuela, Madrid, 23 de diciembre de 1915.
  - Intérpretes: Josefina Nestosa, Hortensia Gelabert, Francisco García Ortega.